# Буда (Горецкий район)
Бу́да (бел. Буда) — деревня в составе Коптевского сельсовета Горецкого района Могилёвской области Республики Беларусь.

## Население
- 1999 год — 136 человек
- 2010 год — 66 человек